# Disney Kid Club
Disney Kid Club  est une émission diffusée sur M6 du 4 janvier 2010 au 1er juillet 2016. Cette émission reprend les séries animées issues du catalogue Disney.

## Histoire
M6 a acheté au printemps 2009 le catalogue Disney au détriment de TF1. Elle ouvre ainsi dès le 4 janvier 2010 une nouvelle case consacrée aux dessins animés de Playhouse Disney devenu Disney Junior en mai 2011.
En 2016, M6 perd le catalogue Disney au profit de France Télévisions, les programmes mentionnés ci-dessous seront diffusés sur France 3 et France 5, respectivement dans les émissions Ludo et Zouzous dès septembre 2016 et ce, pour une durée de 3 ans,, avant de devenir Okoo.

## Liste des séries proposées
- Ça bulle !
- Docteur La Peluche
- En route pour la jungle
- Jake et les Pirates du Pays imaginaire
- Le Livre de Winnie l'ourson
- La Maison de Mickey
- Lilo et Stitch, la série
- Manny et ses outils
- Mes amis Tigrou et Winnie
- Phinéas et Ferb
- Princesse Sofia
- Timon et Pumbaa
- Agent Spécial Oso
- Miles dans l'espace
- Tibère et la Maison bleue